# Karen Morrow
Karen Morrow (Chicago, 15 dicembre 1936) è un'attrice e cantante statunitense, attiva in campo teatrale, televisivo e cinematografico.

## Biografia
Figlia di cantanti d'opera, Karen Morrow nacque a Chicago e crebbe in Iowa, prima di trasferirsi a New York, dove fece il suo debutto nell'Off Broadway nel 1961 con il musical Sing, Muse! La sua interpretazione le valse un Theatre World Award e tornò a recitare più volte al City Center di New York nell'arco dei successivi cinque anni, cantando ruoli principali come Ado Annie in Oklahoma! (1965), Cleo in The Most Happy Fella (1966) e Meg in Brigadoon; nel 1964 aveva fatto il suo debutto a Broadway con il musical I Had a Ball. Recitò ancora a Broadway nei musical I'm Solomon (1968), The Grass Harp (1971), The Selling of the President (1972) e, infine, The Mystery of Edwin Drood nel 1985. Nello stesso periodo cominciò a recitare anche in produzioni regionali, ricoprendo ruoli principali in produzioni di primo rilievo dei musical Anything Goes (Kenley, 1961), Oliver! (tour della costa ovest, 1973) e Kiss Me, Kate (Kenley, 1974).
Al termine della sua carriera a Broadway, Morrow tornò a recitare a livello regionale, apparendo con successo in musical come Follies (Long Beach, 1990; tour, 1995), Sweeney Todd: The Demon Barber of Fleet Street (Pttsburgh, 1990; Portland, 1996), Gypsy (San Diego, 1992), Show Boat (tour 1997) e La bella e la bestia (St. Louis, 2005). Molto attiva anche in campo televisivo, Karen Morrow ha vinto un Premio Emmy nel 1969. Ha insegnato a lungo teatro musicale all'Università della California, Los Angeles e contiene a tenere master class di canto e recitazione.

## Filmografia

### Televisione
- The Red Skelton Show – serie TV, 1 episodio (1962)
- Love, American Style – serie TV, 2 episodi (1973)
- Medical Center – serie TV, 1 episodio (1974)
- Un amore di contrabbasso (Paul Sand in Friends and Lovers) – serie TV, 1 episodio (1974)
- Good Heavens – serie TV, 1 episodio (1976)
- Starsky & Hutch – serie TV, 1 episodio (1976)
- Tabitha – serie TV, 12 episodi (1977-1978)
- Alice – serie TV, 1 episodio (1979)
- Love Boat (The Love Boat) – serie TV, 2 episodi (1979-1981)
- Adorabili creature (Ladies' Man) – serie TV, 16 episodi (1980-1981)
- Trapper John (Trapper John, M.D.) – serie TV, 1 episodio (1983)
- Falcon Crest – serie TV, 2 episodi (1988)
- La signora in giallo (Murder, She Wrote) – serie TV, episodio 5x19 (1989)
- Giudice di notte (Night Court) – serie TV, 1 episodio (1989)
- Sabrina, vita da strega (Sabrina, the Teenage Witch) – serie TV, 1 episodio (1997)